# Acartia ransoni
Acartia ransoni is een eenoogkreeftjessoort uit de familie van de Acartiidae. De wetenschappelijke naam van de soort is voor het eerst geldig gepubliceerd in 1954 door Vaissière.